# Boris Moltenis
Boris Sébastien Moltenis (* 8. Mai 1999 in Belfort) ist ein französischer Fußballspieler, der für Martinique aufläuft.

## Karriere

### Verein
Moltenis begann seine Karriere beim FC Sochaux. Im Juni 2016 spielte er erstmals für die zweite Mannschaft von Sochaux in der vierthöchsten Spielklasse. Im August 2018 stand er im Ligapokal erstmals im Kader der Profis, wurde aber noch nicht eingesetzt. Sein Debüt folgte dann im Oktober 2018 gegen ES Troyes AC in der Ligue 2. Bis zum Ende der Saison 2018/19 kam er zu 13 Einsätzen in der zweiten Liga. Die Saison 2019/20 verpasste der Verteidiger zu einem großen Teil durch einen Kreuzbandriss, erst im Februar 2020 gab er für die Reserve sein Comeback – die Saison wurde danach aber COVID-bedingt abgebrochen. In der Saison 2020/21 absolvierte er sieben Partien in der Ligue 2.
Zur Saison 2021/22 wechselte Moltenis eine Liga tiefer zu Drittligist US Boulogne. Für Boulogne kam er zu 27 Einsätzen in der National. Im August 2022 verließ er Frankreich und wechselte nach Polen zu Zweitligist Wisła Krakau. Für Krakau kam er in 22 Spielen in der 1. Liga zum Einsatz. Zu Beginn der Saison 2023/24 kam er nicht mehr zum Zug, im August 2023 wechselte er dann zum österreichischen Bundesligisten SC Austria Lustenau, bei dem er einen bis 2025 laufenden Vertrag erhielt. Für Lustenau kam er insgesamt elfmal in der Bundesliga zum Einsatz.
Bereits im Januar 2024 verließ er die Austria aber wieder und kehrte zum mittlerweile nur noch drittklassigen FC Sochaux zurück.

### Nationalmannschaft
Moltenis debütierte im September 2023 in der CONCACAF Nations League gegen Panama für das Nationalteam von Martinique.